# Charampur
Charampur (ros. Харампур) – wieś (dieriewnia) w Rosji, w Jamalsko-Nienieckim Okręgu Autonomicznym, w rejonie purowskim. W 2010 liczyła 737 mieszkańców, głównie Nieńców.